# سيد أحمد غزالي
سيد أحمد غزالي (1356- 1446 هـ / 1937- 2025 م) هو مهندس وسياسي وديبلوماسي جزائري. تقلَّد منصب رئيس الحكومة الجزائرية خلفًا لـمولود حمروش، من 5 يونيو 1991 إلى 8 يوليو 1992، في حِقبة حُكم الشاذلي بن جديد، ومحمد بوضياف، خَلَفَه بلعيد عبد السلام.

## ولادته وتحصيله
ولد سيد أحمد غزالي في اليْكاو المعروفة اليوم باسم تغنيف، بولاية معسكر،  يوم 18 المحرَّم 1356هـ الموافق 31 مارس 1937م.
كان والده مدرِّسًا للغة العربية، مما مكَّنه من تعلُّمها قبل الفرنسية. درس المرحلة الابتدائية في ندرومة، والتعليم الثانوي في تلمسان ووهران. ثم وُجّه إلى شعبة «الرياضيات الخاصة» تمهيدًا لمتابعة الدراسة في كليات الهندسة الفرنسية. تخرَّج مهندسًا في المدرسة الوطنية للجسور والطرق بفرنسا (ENPC)، عاش أربع سنوات في مدينة أنتوني بضواحي باريس، حيث أقام صداقة مع السياسي الفرنسي ليونيل جوسبان.

## وظائفه وأعماله
بعد استقلال الجزائر أصبح عضوًا في مجلس إدارة الهيئة الفنية الفرنسية الجزائرية لتطوير ثرَوات باطن الصحراء الجزائرية، من 8 سبتمبر 1962 حتى 17 يناير 1963. وعمل مستشارًا للشؤون الطاقوية بوِزارة الاقتصاد الجزائرية بين عامي 1962 و1964. وفي 2 ديسمبر 1964 شغلَ منصب كاتب دولة (وكيل وِزارة) للأشغال العمومية.
عقب الإطاحة بالرئيس أحمد بن بلة، أصبح مديرَ المناجم والوَقود بوِزارة الطاقة والمناجم عام 1965. ثم تولَّى رئاسة شركة "سوناطراك" من عام 1966 إلى 1977، قبل أن يصبح وزيرًا للطاقة والصناعات البتروكيماوية من عام 1977 إلى 1979. ثم تولى منصبَ وزير الموارد المائية من عام 1979 إلى 1980.
في عام 1984، عُيّن سفيرًا للجزائر لدى دول بنيلوكس والمجموعة الاقتصادية الأوروبية حتى عام 1988. ثم عاد مرَّة أُخرى إلى الحكومة ليشغل منصب وزير المالية من عام 1988 إلى 1989، ثم وزير الخارجية من عام 1989 إلى عام 1991 الذي وافق أزمة لبنان وحرب الخليج الثانية في أعقاب الغزو العراقي للكويت عام 1990. وفي 5 يونيو 1991 خلَفَ مولود حمروش رئيسًا للحكومة. وفي 16 أكتوبر تولَّى أيضًا مهامَّ وزير الاقتصاد حتى استبداله في منصبه رئيسًا للحكومة في 19 يوليو 1992.
في حِقْبة رئاسته للحكومة نظَّم أول انتخابات تشريعية متعدِّدة الأحزاب، وواجه استقالة رئيس الجمهورية الشاذلي بن جديد، إضافة إلى عمله عضوًا في المجلس الأعلى للأمن. وشارك في قرار تعليق العملية الانتخابية عام 1991. وبين عامي 1992 و1994 شغل منصبَ سفير الجزائر في فرنسا.
قدَّم ترشُّحه لانتخابات الرئاسة الجزائرية عامي 1999 و2004، لكنه لم يفُز في المرَّتين. وكان آخر ظهور له في 25 فبراير 2024 بـ«منتدى المجاهد» بمناسبة ذكرى تأميم المحروقات.

## مناصبه ومسؤولياته
- 1961 - 1964: مستشار مكلَّف بالطاقة بوِزارة الاقتصاد.
- عضو مجلس إدارة الهيئة الجزائرية الفرنسية المكلفة بالصحراء.
- 1964: نائب كاتب الدولة للأشغال العمومية.
- 1965: مدير المناجم والوَقود بوِزارة الصناعة والطاقة.
- 1966 - 1979: المدير العام لشركة سوناطراك.
- 1977 - 1979: وزير الطاقة والصناعات البتروكيماوية.
- 1979: وزير الري.
- 1984 - 1988: سفير الجزائر ببروكسل لدى «بلجيكا، هولندا، لوكسمبرغ» ولدى الاتحاد الأوربي.
- نوفمبر 1988: وزير المالية.[13]
- 5 سبتمبر 1989 - 1991: وزير الشؤون الخارجية.
- 5 يونيو 1991 - 8 يوليو 1992: رئيس حكومة.[8]

## صعوبات واجهها
شهدت حِقْبة حُكومة سيد أحمد غزالي أخطرَ الأحداث في الجزائر المستقلَّة، منها:
- أحداث جوان 1991 الدامية التي أدَّت إلى سقوط نحو 500 قتيل.
- في 11 يناير 1992، رفض الجيشُ نتائج الانتخابات البرلمانية، ممَّا أدَّى إلى استقالة الرئيس الشاذلي بن جديد. وسبَّبت هذه الأحداث إعلانَ المجلس الأعلى للأمن إلغاءَ الانتخابات، وفرض حالة الطوارئ؛ لتدخلَ الجزائر مرحلة من العنف استمرَّت مدَّة عشر سنوات، عُرفت بالعشرية السوداء[14]، وأسفرت عن مقتل نحو 150,000 شخص.
- اغتيال الرئيس محمد بوضياف في 29 يونيو 1992.

## تكريمه
- الوشاح الكبير من وسام الشمس المشرقة (2024).[15]

## وفاته
توفي سيد أحمد غزالي بمستشفى عين النعجة العسكري بالجزائر العاصمة، يوم الثلاثاء 5 شعبان 1446هـ الموافق 4 فبراير (شُباط) 2025م، عن عمر يناهز سبعةً وثمانين عامًا، ودُفن في مقبرة زدك ببن عكنون.

## وصلات خارجية
- سيد أحمد غزالي على موقع مونزينجر (الألمانية)